# Steinkiste von Porsagergård
Die Steinkiste von Porsagergård (auch Steinkiste von Pårup genannt) liegt in Pårup, zwischen Gilleleje und Græstad in der Gribskov Kommune, im Norden der dänischen Insel Seeland, etwa 20 m nördlich der Straße 251.
Die Ost-West-orientierte Steinkiste (dänisch Hellekiste) ist außen etwa 3,1 m lang und 1,0 m breit. Die Innenmaße betragen 2,75 × 0,65 m. Sie ist aus nur 20–25 cm großen Steinen errichtet, deren flache Seite dem Innenraum zugewandt ist. Die Seiten bestehen aus sechs bzw. sieben Steinen. Ein größerer Stein bildet die Westwand, etwas kleinere den gebogenen östlichen Giebel. Dahinter sind 3–4 Steine angeordnet. An der südlichen Längsseite liegt ein großer Stein, der wahrscheinlich zur Kiste gehört, denn der Deckstein fehlt. Der Grabraum ist bis 15 cm von der Oberkante mit Erde gefüllt. Die Steinkiste liegt in einem kleinen eingezäunten Bereich ohne Vegetation.